# Bracon australasicus
Bracon australasicus är en stekelart som beskrevs av Cameron 1912. Bracon australasicus ingår i släktet Bracon och familjen bracksteklar. Inga underarter finns listade.